# Zawołocze

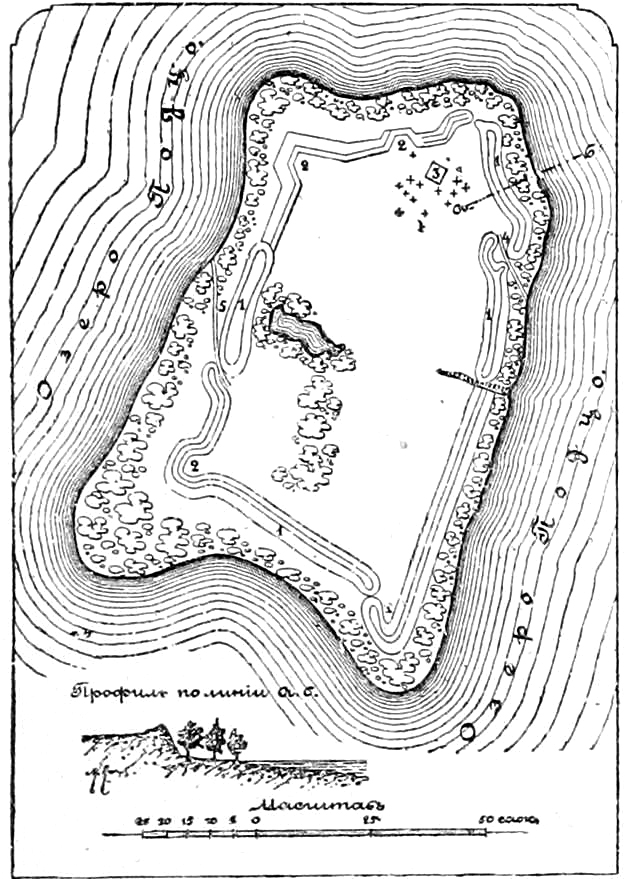
Plan twierdzy

Zawołocze (ros. Заволочье) – drewniana twierdza rosyjska, zbudowana na jeziorze Bystrym przez mieszkańców Nowogrodu Wielkiego w 1536 na zagarniętym terytorium Wielkiego Księstwa Litewskiego, w czasie wojny litewsko-moskiewskiej 1534-1537. Wzmocniona przez cara Iwana Groźnego, wałami o wysokości dochodzącej do 10 m. W czasie wojny polsko-rosyjskiej 1577-1582 zdobyta w 1580 przez wojska polskie Stefana Batorego pod dowództwem Jana Zamoyskiego. 
Położona jest w obwodzie pskowskim. Do dzisiaj ocalały jedynie jej ruiny.